# Sick Puppies
Sick Puppies este o formație rock din Australia, fondată în 1997. Trupa este alcătuită din solistul și chitaristul Shimon Moore, basista Emma Anzai și toboșarul Mark Goodwin.
Sick Puppies a ieșit din anonimat în 2006 cand piesa lor All the Same a fost încărcată pe Youtube împreună cu un video. Videoclipul a sustinut campania the Free Hugs care a fost lansată in Sydney, și a adunat pană acum peste 70 de milioane de vizualizări pe site. Acest succes a fost succedat de albumul Dressed up as Life in 2007 , album ce a ocupat locul 181 în Billboard 200. Cel de-al treilea album al trupei este intitulat Tri-Polar.
Trupa a fost formată de către solistul/chitaristul Shimon Moore și basista Emma Anzai în sala de Muzică a liceului Mosman în 1997, cand cei doi au inchiriat sala simultan și au avut o ceartă, amandoi vrand sa exerseze acolo. S-au împrietenit rapid pentru ca le placea amadurora Silverchair. Initial cu Shimon la baterie si Emma la chitara, cei doi se întalneau des sa cante melodii ale unor trupe ca Green Day, Rage Against the Machine și Silverchair pană cand s-au simtit în stare sa își creeze propriul material. Cand toboșarul Chris Mileski s-a alaturat trupei, Emma a preluat chitara bas iar Shimon chitara si vocea, astfel ei au devenit Sick Puppies.
Sunt două versiuni legate de numele trupei. Versiunea oficiala este aceea ca Shimon Moore s-a gandit la nume de unul singur în timp ce membrii trupei erau indeciși, el ajungand acasa și găsindu-și tatal citind cartea Sick Puppy a lui Carl Hiaasen. Cealaltă versiune ar fi ca un caine din vecini a intrat în garaj in timpul repetitiilor și a vomitat pe instrumentele lor. Un fan a făcut un comentariu There's one sick puppy și numele a rămas.
Emma Anzai s-a angajat în telemarketing și Shimon facea publicitate cu un sandwich board pe Pitt Street Mall în Sydney, Australia.Prin autofinantare și cu ajutorul tatalui lui Shimon (muzician si producator), trupa și-a lansat EP-ul de debut , Dog's Breakfast.

## Membrii formației
Membri actuali
- Emma Anzai - chitară bas, voce de fundal  (1997–prezent)
- Mark Goodwin - baterie, percuție, voce de fundal  (2003–prezent)

Foști membri
- Chris Mileski - baterie  (1997–2003)
- Shimon Moore[4] - vocal, chitară  (1997–2014)

## Discografie
Albume
- Welcome to the Real World (2001)
- Dressed Up as Life (2007)
- Tri-Polar (2009)
- Connect (2013)

## EP-uri
- Dog's Breakfast (1999)
- Fly (2003)
- Headphone Injuries (2006)
- Sick Puppies EP (2006)
- Live & Unplugged (2010)
- Polar Opposite (2011)

## Videoclipuri
- Every Day  (2001)
- Fly (2003)
- All The Same (Free Hugs Campaign) (2006) [5]
- All The Same (Official Video) (2007) [6]
- My World (2008) [7]
- Pitiful (2009) [8]
- You're Going Down (2009) [9]
- Odd One (2010) [10]
- Maybe (2010) [11]
- Riptide (2011) [12]
- There's No Going Back (2013) [13]
- Die To Save You (2014) [14]